# (9417) Jujiishii
(9417) Jujiishii  es un asteroide perteneciente al cinturón de asteroides, descubierto el 17 de noviembre de 1995 por Takao Kobayashi desde el Observatorio de Ōizumi, en Japón.

## Designación y nombre
Jujiishii se designó inicialmente como 1995 WU.
Más adelante, en 2015 fue nombrado por Juji Ishii (1865-1914) quien fue un médico japonés que se dedicó al bienestar de los niños. Fundó orfanatos y ayudó a miles de huérfanos. En Japón se le llama "Padre del Bienestar Infantil".

## Características orbitales
Jujiishii orbita a una distancia media del Sol de 2,374 ua, pudiendo acercarse hasta 1,848 ua y alejarse hasta 2,900 ua. Tiene una excentricidad de 0,222 y una inclinación orbital de 5,677° grados. Emplea en completar una órbita alrededor del Sol 1335,79 días.

## Características físicas
Su magnitud absoluta es 13,98. Tiene 8,537 km de diámetro. Su albedo se estima en 0,050.